# Cattedrale di Cristo Salvatore (Kaliningrad)
La Cattedrale di Cristo Salvatore (in russo Храм Христа Спасителя?, Chram Christa Spasitelja) è un edificio religioso della città di Kaliningrad, in Russia. Essa fa parte dell'eparchia di Kaliningrad dipendente dal Patriarcato di Mosca.

## Storia
La prima pietra dell'edificio fu posata il 30 aprile 1995 in occasione del 10º anniversario dell'ortodossia a Kaliningrad, mentre l'anno successivo ne fu approvato il progetto, dando così inizio ai lavori. Nel giugno dello stesso anno infatti fu posta nelle fondamenta dell'allora futura chiesa una manciata di terra sacra prelevata da sotto le mura dell'omonima cattedrale di Mosca. Alla cerimonia prese parte l'allora presidente russo Boris El'cin.
Il 3 luglio 2005 la chiesa fu consacrata dal metropolita Kirill, mentre l'8 luglio 2009 fu deposta una cappella in onore dei santi Pietro e Fevronia di Murom, consacrata nel luglio 2010.

## Architettura
Lo stile della chiesa si ispira a quello della Cattedrale della Dormizione (Vladimir), prendendo in prestito i classici elementi dell'architettura della Rus' di Kiev. La pianta dell'edificio è ottagonale con portali d'ingresso ad arco sporgenti e con una dimensione di 961 m² L'altare, posto nel lato est, è sormontato da una cupola, mentre la composizione ad archi poggia su un podio-stilobate con un diametro di 60 m. Ognuna delle sei cupole dorate possiede una croce in metallo, mentre il campanile possiede 11 campane prodotte dalla fonderia "Vera" di Voronež. A differenza di altri edifici simili, la chiesa risulta avere un ampio numero di vetrate, il ché consente ai raggi solari di penetrare attraverso le finestre con una gran varietà di luci e di colori.